# Madonna Lia
La Madonna con Bambino meglio conosciuta col nome di Madonna Lia è un dipinto olio su tavola di Francesco Napoletano, datato al 1495 circa e conservato nella Pinacoteca del Castello Sforzesco a Milano.

## Storia
L'opera venne eseguita da Francesco Napoletano durante il suo periodo di apprendistato alla bottega di Leonardo da Vinci a Milano, per un committente milanese rimasto anonimo. Ritroviamo l'opera nel Settecento in Francia e solo molto tempo dopo essa tornò in Italia, acquistata dal collezionista d'arte Amedeo Lia, originario di Presicce (LE), da cui appunto il nome di "Madonna Lia". Questi decise di donarla al museo del Castello Sforzesco di Milano nel 2007.

## Descrizione
Lo stile e l'impostazione della Madonna Lia risente fortemente dello stile di Leonardo da Vinci di cui il Napoletano fu allievo e raffronti interessanti si possono fare con la "Madonna del Garofano" conservata a Monaco di Baviera o la Vergine delle rocce esposta oggi al Louvre.
Il manto drappeggiato che avvolge Gesù Bambino sembra debordare dal confine del quadro e da quel proscenio la composizione degrada fino alle quinte lontane, mentre un'atmosfera rarefatta avvolge tutti gli elementi naturali e umani. L'impostazione del quadro sembra riprendere pedissequamente quanto scritto da Leonardo nei suoi studi sulla luce nei quadri:
(Leonardo da Vinci)
Lo sfondo rappresenta inoltre un elemento interessantissimo a livello storico in quanto, se sulla parte sinistra è visibile un paesaggio lacustre circoscritto da rocce spioventi che sfumano nell'aria azzurrognola, nella parte destra si nota la figura del Castello Sforzesco (all'epoca ancora Castello di Porta Giovia) dopo l'ampliamento voluto da Francesco Sforza nel 1450: questa raffigurazione è inoltre la prima rappresentazione pittorica in assoluto dell'edificio milanese. Nella parte frontale del castello è inoltre visibile "baptiponte denanze", la struttura difensiva di cui Leonardo aveva fornito le prove grafiche progettando una pianta pentagonale nel 1490. La descrizione del castello per immagini era così precisa che lo stesso architetto Luca Beltrami che si occupò a inizio Novecento di curare i restauri del castello dopo secoli di rovina, si ispirò a questa raffigurazione per completare le parti mancanti del fortilizio. La committenza del quadro, certamente milanese, ha fatto sì che il tema generico religioso di un quadro esempio di devozione privata al culto della Vergine, divenisse così una rappresentazione unica e originale.
Sul retro della tavola si trova una scritta successiva in francese che recita "Tolto dalla tavola di legno nel 1758 dove era stato dipinto da Leonardo da Vinci nel 1515 e trasportato su questa tela da Picault pittore stipendiato dal Re", che fa riferimento ad un lavoro eseguito da Robert Picault (1705-1781) nel tentativo di salvare l'opera che versava evidentemente in pericolose condizioni cambiò il supporto originale permettendo così all'opera di arrivare ai giorni nostri e divenire un simbolo della città di Milano. Curiosamente nella scritta si fa riferimento al fatto che l'opera sia stata dipinta da Leonardo da Vinci, sintomo della bravura dell'allievo napoletano che giunse ad eguagliare il maestro.